# Хенриксон, Альф
Альф Рагнар Стен Хенриксон (швед. Alf Ragnar Sten Henrikson) — шведский писатель, сценарист, поэт, переводчик и журналист газеты «Дагенс Нюхетер». Автор многих научно-популярных и исторических книг и многочисленных стихов на актуальные темы, которые регулярно публиковались в «Дагенс Нюхетер».

## Творчество
Альф Хенриксон написал более 100 книг, среди которых сборники стихов, книги на исторические темы, которые рассказывают в частности об истории Швеции, Дании, Китая, Исландии, древних Греции и Рима, а также общая энциклопедия, которую Хенриксон начал писать, когда ему уже было за восемьдесят. Он также переводил поэзию, оперные либретто и другие тексты с таких языков, как французский, английский, китайский. Его перевод либретто «Волшебной флейты» Моцарта с немецкого на шведский в 1968 году стал классикой и был использован в фильме Ингмара Бергмана «Волшебная флейта» (экранизация оперы 1975 года).
Как сценарист отличился в жанрах фэнтези, мелодрама, комедия. Первый фильм по его сценарию вышел в 1951-м, последний — в 1975.
Более 20 тысяч стихов на актуальные темы Хенриксон опубликовал в ежедневной газете «Дагенс Нюхетер». Часть их была переиздана в антологиях. Хенриксон также написал и опубликовал ряд других сборников стихов. Его стиль был обычно юмористическим, но также мог быть очень серьёзным — в его текстах часто сочетались несколько смысловых и стилевых уровней

## Награды и премии
Хенриксон получил ряд литературных и других наград за произведения и работы по популяризации знаний. Среди них наиболее престижными являются:
- Шведская королевская медаль Litteris et Artibus (1977)[6]
- Орден «За заслуги перед Итальянской Республикой» (1981)[7]
- серебряная медаль Королевской Шведской академии словесности, истории и древностей (1982)

В 1967 его избрали членом Королевской Шведской академии словесности, истории и древностей. В 1968 он стал почётным доктором Стокгольмского университета. В 1980 издательский дом Bra Böcker AB учредил премию Альфа Хенриксона в честь его 75-летия. Хенриксон при жизни сам выбирал лауреатов ежегодной премии. После его смерти была многолетняя пауза, а впоследствии награждением этой премией занялось Общество Альфа Хенриксона. В 2013 году премия составляет 25 тыс. шведских крон